# Majja Parnas
Majjaa Ivanovna Parnas (in russo Майя Ивановна Парнас?; Tiraspol, 15 maggio 1974) è una politica transnistriana che è stata primo ministro ad interim della Transnistria, sostituendo temporaneamente Tat'jana Turanskaja, che si stava concentrando sulla corsa alle elezioni del 2015.
Nata e cresciuta nell'allora Repubblica Socialista Sovietica Moldava, nel 1997 si è laureata in giurisprudenza a Tiraspol, specializzandosi successivamente presso l'Accademia moscovita di imprenditoria e diritto, laureandosi nel 2009. Tra il 2003 e il 2012 ha ricoperto diversi incarichi all'interno del Consiglio supremo transnistriano.
Nominata ministro dello sviluppo economico nel 2012, e vice primo ministro dal 2013, il 13 novembre 2015 è stata nominata una prima volta come primo ministro facente funzioni al posto di Tat'jana Turanskaja, fino al 30 novembre dello stesso anno. Il 2 dicembre ha tornato a ricoprire tale carica sino al 23 dicembre dello stesso anno, quando venne nominato il successore Pavel Nikolaevich Prokudin.